# Schwäbischer Ritterkreis
Der schwäbische Ritterkreis war seit dem 16. Jahrhundert bis zum Ende des Heiligen Römischen Reiches die Korporation der schwäbischen Reichsritter. Er war deren Interessenvertretung im Schwäbischen Reichskreis.

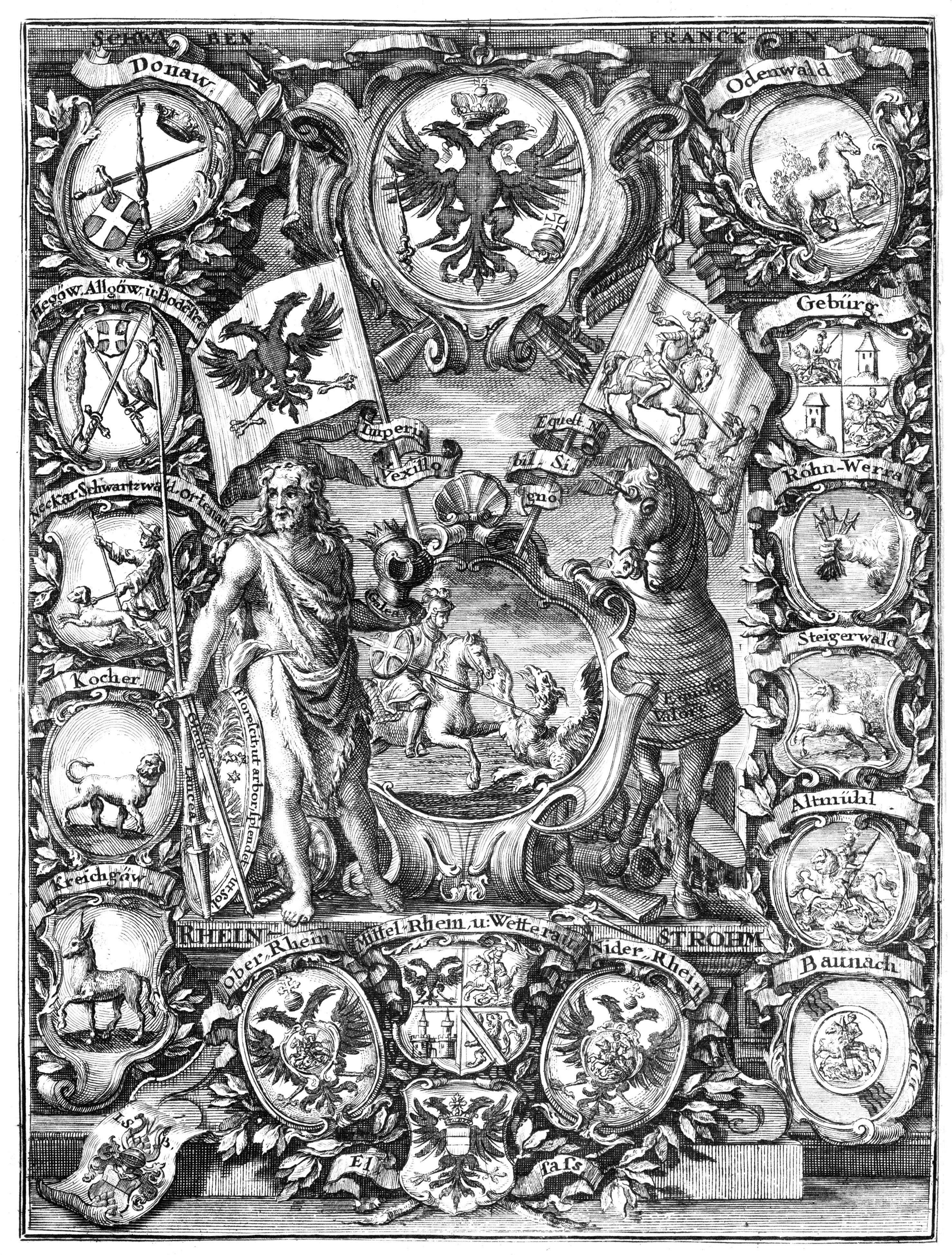
Wappen der Ritterkreise, darunter auch die der Kantone des schwäbischen Ritterkreises

## Geschichte und Aufbau
Der Ritterkreis entstand 1541 bis 1545 nach der Auflösung des schwäbischen Bundes. Er übernahm Traditionen und Organisationsformen der Rittergesellschaft Sankt Jörgenschild. Im Jahr 1561 gaben sich die Mitglieder des Ritterkreises eine eigene Verfassung. Diese wurde 1561 von Kaiser Ferdinand I. bestätigt. Im Jahr 1577 folgte der Zusammenschluss mit dem fränkischen und dem rheinischen Ritterkreis zur freien Reichsritterschaft. Im Jahr 1609 erlangte der Ritterkreis die Hochgerichtsbarkeit. 
Der Kreissitz (Syndicus, Consulenten, Kanzlisten und Archiv) war zunächst die Freie Reichsstadt Ulm, ab 1689 Ehingen. Die Versammlungen fanden wegen der besseren Infrastruktur aber weiterhin in Ulm oder in Munderkingen statt. Im Jahr 1790 gehörten zum Ritterkreis etwa 670 Territorien, die von 140 Familien beherrscht wurden an. Die Einwohnerzahl betrug zusammen etwa 160.000 Personen. 

### Gliederung in Kantone
Gegliedert war der Kreis in fünf Kantone. An der Spitze der Kantone stand ein gewählter Ritterhauptmann oder Direktor.
- Ritterkanton Donau mit Sitz in Ehingen. Er war gleichzeitig Direktionalkanton.
- Ritterkanton Hegau-Allgäu-Bodensee. Er war gegliedert in zwei Bezirke, oder Quartiere:
 Dem Quartier Hegau mit Sitz in Radolfzell und dem Quartier Allgäu-Bodensee mit Sitz in Wangen im Allgäu.
- Ritterkanton Neckar-Schwarzwald-Ortenau mit Sitz in Tübingen.
- Ritterkanton Kocher mit Sitz in Esslingen.
- Ritterkanton Kraichgau mit Sitz in Heilbronn.

Die Kantone hatten Besteuerungsrecht und verfügten über die Militärhoheit. Außerdem vertraten sie den Ritterkreis nach außen. Rittergüter durften nur an andere Ritter verkauft werden, damit der territoriale Umfang des Kreises nicht kleiner und somit politisch bedeutungsloser wurde. 
Im Zuge der Mediatisierung 1805/06 wurde der Ritterkreis aufgelöst.